# Paregaploa
Paregaploa is een geslacht van kevers uit de familie van de loopkevers (Carabidae). De wetenschappelijke naam van het geslacht is voor het eerst geldig gepubliceerd in 1947 door Muller.

## Soorten
Het geslacht Paregaploa is monotypisch en omvat slechts de volgende soort:
- Paregaploa conviva (G.Muller, 1947)